# Nadrana
Nadrana là một chi bọ cánh cứng trong họ Chrysomelidae.
Chi này được miêu tả khoa học năm 1865 bởi Baly.

## Các loài
Các loài trong chi này gồm:
- Nadrana cyanipennis Mohamedsaid, 1998
- Nadrana danumensis Mohamedsaid, 2000
- Nadrana dwiwarna Mohamedsaid, 1998